# Новолож
Но́волож (рос. Новолож, марій. Нолвож) — присілок у складі Оршанського району Марій Ел, Росія. Входить до складу Шулкинського сільського поселення.

## Населення
Населення — 76 осіб (2010; 84 у 2002).
Національний склад (станом на 2002 рік):
- марі — 93 %